# Yannig Baron
Yannig Baron és un músic bretó, nascut a l'illa de Enez Groe. Va aprendre a tocar la bombarda als 14 anys. Es va allistar a la marina fins al 1960 i va organitzar el festival Bretons du Midi amb músics bretons que va trobar a Toló i Marsella. Alhora, fou militant del Moviment per l'Organització de Bretanya (MOB) i el 1988 es va unir a la Unió Democràtica Bretona
De retorn a Bretanya, el 1970 va patrocinar amb Yann Goasdoué la llar Menez Kamm, que esdevingué un lloc essencial en la vida cultural bretona. Es va instal·lar a Gwened, on des del 1978 es va implicar en la creació de les escoles Diwan, que va acabar en fracàs. El 1988 va amenaçar amb una vaga de fam i aconseguí la creació d'una classe bilingüe pública a Brech. El 1990 va fer una nova vaga de fam de 38 dies i va obtenir la seguretat de formació en bretó a l'escola pública.
El 1990 va fundar Dihun, una associació de pares d'alumnes per a l'ensenyament del bretó a les escoles privades (amb altres militants de Finisterre com Anna-Vari Arzur). El 1994 fou membre del comitè director de l'òrgan de l'UDB Peuple Breton. El 1995 va organitzar una nova vaga de fam amb una dotzena de militants més per a exigir que França signés la Carta Europea de les Llengües Minoritàries, i posà en pràctica un pla de formació específica al si de la Universitat Catòlica de l'Oest per a preparar mestres bilingües. També va fundar a Carnac l'associació Menhirs Lliures.
En 1998 va començar una tercera vaga de fam per a obtenir més posicions en l'educació bilingüe. El 2000 va rebre el títol de "bretó de l'Any" atorgat per Armor Magazine. El 2004 va rebre l'Orde de l'Hermini. El 2006 va començar una nova vaga de fam per a protestar contra l'actitud de la jerarquia de les escoles catòliques.